# Adouma
De Adouma (of Aduma, Baduma, Douma, Duma) is een Centraal-Afrikaanse bevolkingsgroep die in het zuidoosten van Gabon woont, voornamelijk op de zuidelijke oevers van de rivier de Ogooué, in de buurt van Lastoursville, een oud Adouma-dorp.
Ze staan bekend als experts in kanoën. Volgens hun tradities kwamen zij uit het oosten of zuidoosten, langs de Sebe naar de Ogooué en vervolgens naar de stroomversnellingen van de Doumé. Ze maakten kano's van okouméhout en verkochten slaven aan de Okandé, in ruil voor Europese producten zoals geweren en stof. De Société du Haut-Ogooué vestigde een filiaal in Lastoursville en engageerde de Adouma in de handel in rubber, ivoor en ebbenhout.